# Parafia Matki Bożej Nieustającej Pomocy w Jóźwikowie
Parafia Matki Bożej Nieustającej Pomocy w Jóźwikowie – jedna z 11 parafii rzymskokatolickich dekanatu radoszyckiego diecezji radomskiej.

## Historia
Parafię zaczęto tworzyć w 1981 roku. Wtedy też zbudowano w stanie surowym, staraniem ks. Tadeusza Białeckiego, dzięki fundacji m.in. Janiny i Stanisława Ciszków oraz innych darczyńców, kościół pw. Matki Bożej Nieustającej Pomocy. Parafia została erygowana 16 kwietnia 1983 roku przez bp. Edwarda Materskiego z terenu parafii Węgrzyn i Mnin. Kościół jest budowlą jednonawową.

## Terytorium
- Do parafii należą: Gruszka, Jóźwików, Sarbice Drugie[1].

## Proboszczowie
- 1981–1983 – ks. Tadeusz Białecki
- 1983–1996 – ks. Jan Jurek
- 1996–2001 – ks. Andrzej Olszewski
- 2001–2010 – ks. Ryszard Stylski
- 2010–2012 – ks. Zbigniew Stanios
- 2012–2021 – ks. Jacek Celuch
- od 2023 – ks. Bogdan Pacyniak[1]